# Calceolaria adenocalyx
Calceolaria adenocalyx är en toffelblomsväxtart som beskrevs av U. Molau. Calceolaria adenocalyx ingår i släktet toffelblommor, och familjen toffelblomsväxter. Inga underarter finns listade i Catalogue of Life.